# Olympische Zwischenspiele 1906
| Medaillenspiegel               | Medaillenspiegel   | Medaillenspiegel | Medaillenspiegel | Medaillenspiegel | Medaillenspiegel |
| Platz                          | Land               | G                | S                | B                | Ges.             |
| ------------------------------ | ------------------ | ---------------- | ---------------- | ---------------- | ---------------- |
| 01                             | Frankreich         | 15               | 9                | 16               | 40               |
| 02                             | Vereinigte Staaten | 12               | 6                | 6                | 24               |
| 03                             | Griechenland       | 8                | 13               | 12               | 33               |
| 04                             | Großbritannien     | 8                | 11               | 5                | 24               |
| 05                             | Königreich Italien | 7                | 6                | 3                | 16               |
| 06                             | Deutsches Reich    | 4                | 6                | 5                | 15               |
| 07                             | Schweiz            | 4                | 3                | 1                | 8                |
| 08                             | Österreich         | 3                | 3                | 3                | 9                |
| 09                             | Dänemark           | 3                | 2                | 1                | 6                |
| 10                             | Schweden           | 2                | 5                | 7                | 14               |
| Vollständiger Medaillenspiegel |                    |                  |                  |                  |                  |

Die Olympischen Zwischenspiele 1906 fanden vom 22. April bis zum 2. Mai 1906 in Athen statt. Sie werden vom Internationalen Olympischen Komitee (IOC) nicht zu den Olympischen Spielen gerechnet, die in die Zuständigkeit des IOC fallen, und deshalb weder als solche offiziell anerkannt, noch bei der numerischen Auflistung berücksichtigt. Auch ein späterer Versuch im Jahr 1949, die Spiele als Olympiade IIIB vom IOC anerkennen zu lassen, scheiterte.

## Entstehung
Die Zwischenspiele 1906 sind ein Resultat der Uneinigkeit über den Austragungsrhythmus. Baron Pierre de Coubertin, Begründer der Olympischen Spiele und zu jener Zeit Präsident des IOC, hatte stets das Ziel verfolgt, eine weltumspannende olympische Bewegung zu schaffen, weshalb er die Spiele alle vier Jahre an einem anderen Ort der damaligen „Kulturstaaten“ austragen wollte. Griechenland hingegen sah sich durch den Erfolg der Olympischen Spiele 1896 und den Misserfolg der Spiele 1900 in Paris darin bestärkt, die Spiele, auch nicht zuletzt wegen des historischen Hintergrunds, auf Dauer bei sich zu etablieren. Damit hätte das IOC jedoch seine Daseinsberechtigung verloren und Coubertin sah seine Idee gefährdet. Als Kompromiss schlugen einige IOC-Mitglieder vor, die Olympischen Spiele im Wechsel zwischen Athen und anderen Städten alle zwei Jahre auszutragen. 1901 wurde diese Regelung trotz ablehnender Haltung von Coubertin während einer IOC-Sitzung beschlossen. Coubertin war der Auffassung, dass regelmäßige Spiele in Athen nur nationalen Charakter haben könnten und als Panhellenische Spiele zu bezeichnen wären.
Der griechische König Georg I. erließ noch im Jahr 1901 ein Dekret, das die Planung und Ausrichtung von Olympischen Spielen in Athen vorsah, die aber frühestens 1903 hätten stattfinden können. Finanzielle Probleme und die Vergabe der Olympischen Spiele 1904 an Chicago (tatsächlich fanden diese Spiele dann in St. Louis statt) ließen das Vorhaben zunächst scheitern. Coubertin sah nun seine Chance, den für ihn unerwünschten Beschluss über regelmäßige Spiele in Athen bei der IOC-Sitzung 1905 in Brüssel zu kippen. Noch vor dieser IOC-Sitzung hatte das griechische Komitee zur Durchführung Olympischer Spiele in Athen aber bereits Einladungen zur Teilnahme an solchen Spielen für das Jahr 1906 verschickt. Zudem sah sich Coubertin bei der IOC-Sitzung mit Vorwürfen konfrontiert, welche die schlechte Organisation der Spiele 1900 in Paris und 1904 in St. Louis zum Inhalt hatten. Seine Position war damit so geschwächt, dass er die Spiele in Athen notgedrungen akzeptierte. Es wurde im IOC beschlossen, die Spiele zu unterstützen, und die Organisation dem griechischen Komitee zu überlassen. Coubertin blieb den Spielen fern. Die für 1910 und 1914 vorgesehenen Spiele in Athen fielen einer Reihe ungünstiger politischer Entwicklungen und kriegerischer Auseinandersetzungen auf dem Balkan zum Opfer.

## Bedeutung

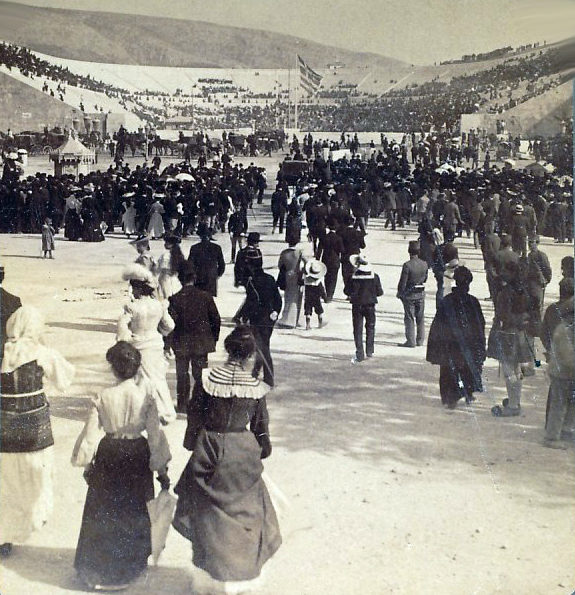
Besucher auf dem Weg zum Olympiastadion

Für die olympische Idee waren die Zwischenspiele von Athen äußerst förderlich. Nachdem zuvor in Paris und St. Louis die Wettbewerbe in die jeweilige Weltausstellung eingebettet und über mehrere Monate verteilt gewesen waren, gelang den Griechen (wie auch schon 1896) wiederum die Ausrichtung eines rein sportlichen Festes, bei dem der ursprüngliche olympische Gedanke im Mittelpunkt stand. Sporthistoriker werten die Spiele sogar als Retter der olympischen Bewegung. Einige noch heute gebräuchliche Zeremonien, wie etwa der Einmarsch der Nationen, gehen auf diese Spiele zurück.

## Wettkampfprogramm

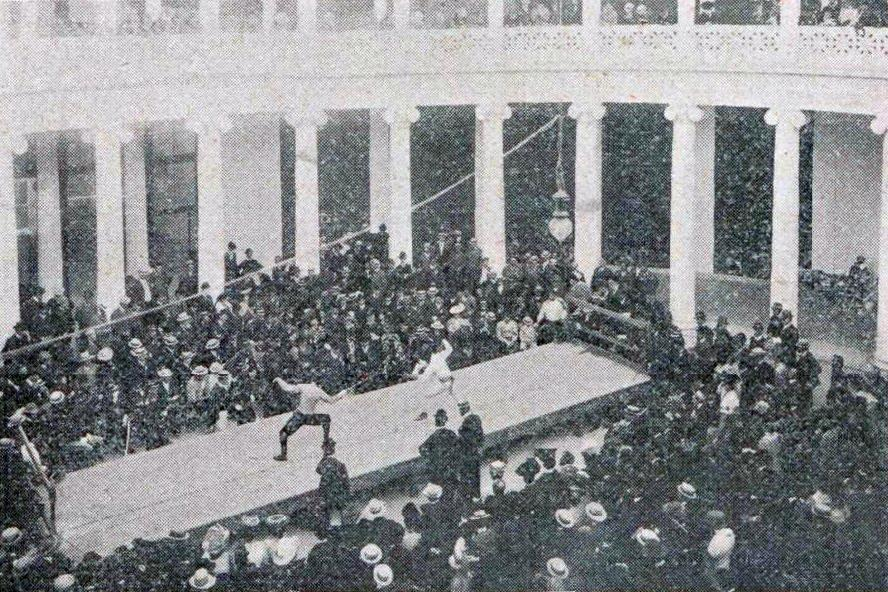
Die Wettkämpfe im Fechten

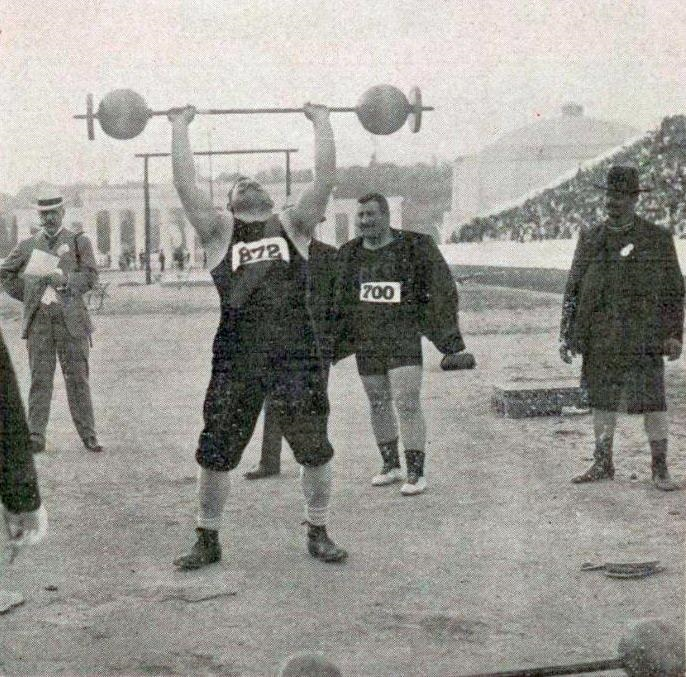
Gewichtheben

Es wurden 74 Wettbewerbe (davon 72 für Männer, einer für Frauen und ein Mixed-Wettbewerb) in 12 Sportarten ausgetragen. Unterschiede zu dem Programm der vorherigen Olympischen Spiele in St. Louis 1904 im Detail:
- Bogenschießen, Boxen, Golf, Lacrosse und Roque fehlten im Programm der Olympischen Zwischenspiele.
- Beim Fechten wurden Degen-, Säbelmannschaft, Degen für Fechtmeister und Säbel für Fechtmeister hinzugefügt – dagegen wurden Florettmannschaft und Singlestick entfernt.
- In der Leichtathletik erweiterten die 5 Meilen, 1500 m Gehen, 3000 m Gehen, Diskuswurf (antiker Stil), Steinstoßen, Speerwurf (Freistil) und der Fünfkampf das Programm – dagegen fehlten die 60 m, 200 m, 200 m Hürden, 400 m Hürden, 2590 m Hindernis, 4 Meilen Mannschaftslauf, Dreisprung aus dem Stand, Hammerwurf, Gewichtweitwurf, Dreikampf und der Mehrkampf.
- Im Radsport wurde das Programm komplett neu strukturiert – die sieben Wettkämpfe von St. Louis wurden durch 5 km, 20 km, Tandem und zwei Zeitfahrwettkämpfe ersetzt – darüber hinaus gab es wieder ein Straßenrennen.
- Beim Ringen wurde das Freistilringen von St. Louis durch den griechisch-römischen Stil komplett ersetzt. Es gab die Gewichtsklassen Leicht-, Mittel- und Schwergewicht. Dazu kam noch eine offene Gewichtsklasse.
- Im Rudern erweiterten der Sechser- und Sechzehner mit Steuermann das Programm – der Zweier- und Vierer mit Steuermann ersetzten den Zweier- und Vierer ohne Steuermann – des Weiteren fehlten der Doppelzweier und der Achter.
- Nachdem Schießen bei den vorherigen Olympischen Spielen gefehlt hatte, war es bei den Olympischen Zwischenspielen von 1906 dabei. Neu im Programm waren Doppeltrap, Freies Gewehr beliebige Position 300 m, Freies Gewehr Dreistellungskampf 300 m Mannschaft, Duellpistole 20 m und Duellpistole 25 m – darüber hinaus waren Armeegewehr 200 m, Armeegewehr beliebige Position 300 m, Armeepistole 25 m und Freie Pistole 50 m wieder im Programm.
- Beim Schwimmen blieb nur ein Wettkampf von St. Louis im Programm – die anderen acht wurden durch 100 m Freistil, 400 m Freistil und eine 4 × 250-m-Freistilstaffel ersetzt.
- Im Wasserspringen wurde der Kopfweitsprung gestrichen.
- Im Tennis wurden das Damen-Einzel und das Mixed-Doppel wieder ausgetragen.
- Das Programm im Turnen wurde massiv gekürzt. Die einzelnen Gerätewettkämpfe entfielen – es gab nur einen zweifachen Einzelmehrkampf und Riegenturnen.

### Olympische Sportarten/Disziplinen 1906
- Fechten Gesamt (8) = Männer (8)
- Fußball Gesamt (1) = Männer (1)
- Gewichtheben Gesamt (2) = Männer (2)
- Leichtathletik Gesamt (21) = Männer (21)
- Radsport
  -  Bahn Gesamt (5) = Männer (5)
  -  Straße Gesamt (1) = Männer (1)
- Ringen Gesamt (4) = Männer (4)
- Rudern Gesamt (6) = Männer (6)
- Schießen Gesamt (12) = Männer (12)
- Schwimmsport
  -  Schwimmen Gesamt (4) = Männer (4)
  -  Wasserspringen Gesamt (1) = Männer (1)
- Tauziehen Gesamt (1) = Männer (1)
- Tennis Gesamt (4) = Männer (2)/Frauen (1)/Mixed (1)
- Turnen Gesamt (4) = Männer (4)

Anzahl der Wettkämpfe in Klammern

### Zeitplan
| Zeitplan        | Zeitplan       | Zeitplan | Zeitplan | Zeitplan | Zeitplan | Zeitplan | Zeitplan | Zeitplan | Zeitplan | Zeitplan | Zeitplan | Zeitplan | Zeitplan           |
| Disziplin       | Disziplin      | So. 22.  | Mo. 23.  | Di. 24.  | Mi. 25.  | Do. 26.  | Fr. 27.  | Sa. 28.  | So. 29.  | Mo. 30.  | Di. 1.   | Mi. 2.   | Ent- schei- dungen |
| Disziplin       | Disziplin      | April    | April    | April    | April    | April    | April    | April    | April    | April    | Mai      | Mai      | Ent- schei- dungen |
| --------------- | -------------- | -------- | -------- | -------- | -------- | -------- | -------- | -------- | -------- | -------- | -------- | -------- | ------------------ |
| Eröffnungsfeier |                |          |          |          |          |          |          |          |          |          |          |          |                    |
| Fechten         | Fechten        |          |          |          | 2        | 1        | 2        | 2        |          |          | 1        |          | 8                  |
| Fußball         | Fußball        |          |          |          | 1        |          |          |          |          |          |          |          | 1                  |
| Gewichtheben    | Gewichtheben   |          |          |          |          | 1        | 1        |          |          |          |          |          | 2                  |
| Leichtathletik  | Leichtathletik |          |          |          | 4        | 1        | 4        | 1        |          | 4        | 6        | 1        | 21                 |
| Radsport        | Bahn           |          | 1        | 2        | 2        |          |          |          |          |          |          |          | 5                  |
| Radsport        | Straße         |          |          |          |          |          |          |          |          |          |          | 1        | 1                  |
| Ringen          | Ringen         |          |          |          |          | 1        | 1        | 1        |          | 1        |          |          | 4                  |
| Rudern          | Rudern         |          |          | 3        |          |          | 3        |          |          |          |          |          | 6                  |
| Schießen        | Schießen       |          | 4        | 3        | 1        | 2        |          | 2        |          |          |          |          | 12                 |
| Schwimmsport    | Schwimmen      |          |          | 1        | 1        |          | 1        | 1        |          |          |          |          | 4                  |
| Schwimmsport    | Wasserspringen |          |          |          |          |          |          | 1        |          |          |          |          | 1                  |
| Tauziehen       | Tauziehen      |          |          |          |          |          |          |          |          | 1        |          |          | 1                  |
| Tennis          | Tennis         |          |          |          | 1        | 3        |          |          |          |          |          |          | 4                  |
| Turnen          | Turnen         |          | 1        |          |          | 3        |          |          |          |          |          |          | 4                  |
| Schlussfeier    |                |          |          |          |          |          |          |          |          |          |          |          |                    |
| Entscheidungen  | Entscheidungen |          | 6        | 9        | 12       | 12       | 12       | 8        |          | 6        | 8        |          | 74                 |
|                 |                | So. 22.  | Mo. 23.  | Di. 24.  | Mi. 25.  | Do. 26.  | Fr. 27.  | Sa. 28.  | So. 29.  | Mo. 30.  | Di. 1.   | Mi. 2.   | Ent- schei- dungen |
| April           | April          | April    | April    | April    | April    | April    | April    | April    | Mai      | Mai      |          |          | Ent- schei- dungen |

Farblegende

## Teilnehmer

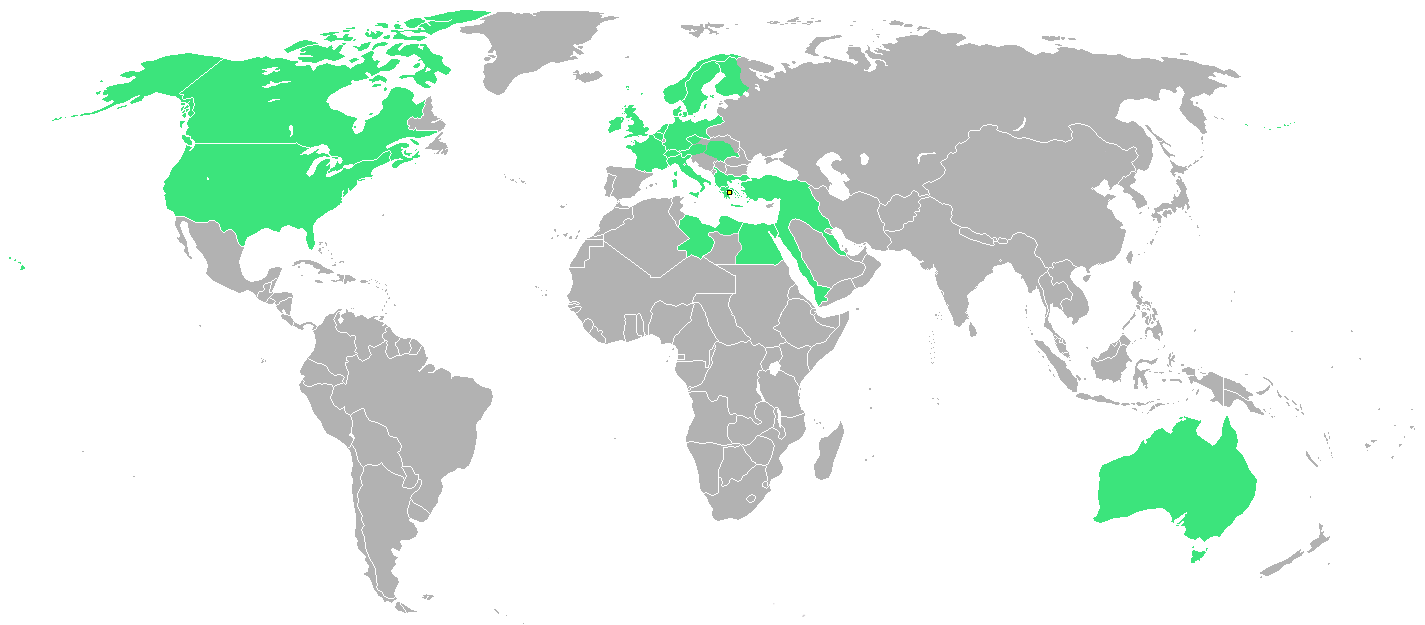
Teilnehmende Nationen

| Europa (793 Athleten aus 17 Nationen)                                                                 | Europa (793 Athleten aus 17 Nationen)                                                                                | Europa (793 Athleten aus 17 Nationen)                                                            |
| --- | --- | ------------------------------------------------------------------------------------------------ |
| - Belgien (13) - Böhmen (13) - Dänemark (49) - Deutsches Reich (51) - Finnland* (4) - Frankreich (56) | - Griechenland (312) - Großbritannien (47) - Königreich Italien (76) - Kreta* (8) - Niederlande (16) - Norwegen (32) | - Osmanisches Reich* (2) - Kaisertum Österreich (31) - Schweden (39) - Schweiz (9) - Ungarn (35) |
| Amerika (41 Athleten aus 2 Nationen)                                                                  | |                                                                                                  |
| - Kanada (3)                                                                                          | - Vereinigte Staaten (38)                                                                                            |                                                                                                  |
| Ozeanien (4 Athleten aus 1 Nation)                                                                    | |                                                                                                  |
| - Australien (4)                                                                                      | |                                                                                                  |
| Afrika (2 Athleten aus 1 Nation)                                                                      | |                                                                                                  |
| - Ägypten (2)                                                                                         | |                                                                                                  |
| Sonstige (3 Athleten)                                                                                 | |                                                                                                  |
| - Gemischte Mannschaft (3)                                                                            | |                                                                                                  |
| (Anzahl der Athleten) * erstmalige Teilnahme                                                          | |                                                                                                  |

## Herausragende Sportler
| Die erfolgreichsten Teilnehmer | Die erfolgreichsten Teilnehmer | Die erfolgreichsten Teilnehmer | Die erfolgreichsten Teilnehmer | Die erfolgreichsten Teilnehmer | Die erfolgreichsten Teilnehmer | Die erfolgreichsten Teilnehmer | Die erfolgreichsten Teilnehmer |
| Platz                          | Athlet                         | Land                           | Sportart                       | Gold                           | Silber                         | Bronze                         | Gesamt                         |
| ------------------------------ | ------------------------------ | ------------------------------ | ------------------------------ | ------------------------------ | ------------------------------ | ------------------------------ | ------------------------------ |
| 01                             | Martin Sheridan                | USA                            | Leichtathletik                 | 2                              | 3                              | —                              | 5                              |
| 02                             | Léon Moreaux                   | FRA                            | Schießen                       | 2                              | 1                              | 2                              | 5                              |
| 03                             | Louis-Marcel Richardet         | SUI                            | Schießen                       | 3                              | 1                              | —                              | 4                              |
| 04                             | Gustav Casmir                  | GER                            | Fechten                        | 2                              | 2                              | —                              | 4                              |
| 05                             | Eric Lemming                   | SWE                            | Leichtathletik Tauziehen       | 1                              | —                              | 3                              | 4                              |
| 06                             | Max Décugis                    | FRA                            | Tennis                         | 3                              | —                              | —                              | 3                              |
|                                | Francesco Verri                | ITA                            | Radsport                       | 3                              | —                              | —                              | 3                              |
|                                | Enrico Bruna                   | ITA                            | Rudern                         | 3                              | —                              | —                              | 3                              |
|                                | Giorgio Cesana                 | ITA                            | Rudern                         | 3                              | —                              | —                              | 3                              |
|                                | Emilio Fontanella              | ITA                            | Rudern                         | 3                              | —                              | —                              | 3                              |

Jüngster Teilnehmer war der dreizehnjährige Leichtathlet Vahram Papazyan aus dem Osmanischen Reich. Der älteste war der französische Schütze Léon Moreaux mit 54 Jahren, der mit insgesamt fünf Medaillen zu den erfolgreichsten Athleten dieser Zwischenspiele gehörte.

## Erwähnenswertes
- Erstmals fand die heute übliche Eröffnungszeremonie statt, bei der die Sportler hinter ihren Fahnen ins Stadion einmarschierten. Die Deutschen liefen als erste ein, wobei der Grund dafür unbekannt ist. Zum Schluss liefen die Griechen als Gastgeber ein.
- Die US-Mannschaft trat erstmals in einheitlicher Mannschaftskleidung an.
- Durch die gemeinsame Unterbringung der Athleten im Zappeion wurde die Idee des olympischen Dorfs geboren.
- Erst zu diesen Spielen war das Kallimarmaro-Stadion fertig mit Marmor verkleidet.
- Die Abschlusszeremonie wurde von 6.000 Schulkindern gestaltet.
- Die Wettbewerbe wurden von etwa 900.000 Zuschauern besucht.
- Als für den für das Team aus dem Vereinigten Königreich Großbritannien und Irland startenden Gewinner des Weitsprunges, den Iren Con Leahy, der Union Jack am Fahnenmast hochgezogen wurde, kletterte sein Mannschaftskamerad Peter O’Connor (Silbermedaille, ebenfalls Ire in der britischen Mannschaft) den Fahnenmast empor und wedelte mit der irischen Fahne, ehe er von wütenden Funktionären wieder heruntergeholt wurde. Nur innerhalb der britischen Mannschaft war ihnen die Beteiligung an den Olympischen Spielen möglich gewesen.[3] Laut Volker Kluge (Seite 204 der Chronik I), der sich auf Mallon beruft, hisste O’Connor erst nach der Siegerehrung die Flagge Irlands.